# 韩国人权
韩国人权在《大韓民國憲法》中列出并受宪法保护（包括修法和公投）。这些权利从1948年建国初期的军事独裁政权发展到目前的宪政共和政权，韩国国会负责总统和一院制国会成员的选举。
自二战结束后不久建国至六月民主运动期间，韩国一直是高度专制独裁政权，在军事独裁统治下存在大量政治迫害与侵犯公民权利的行为（包括出于政治目的的处决）。在韩国暴力镇压濟州四·三事件后，当局杀害了全岛一成的人口，聞慶平民屠殺事件和保導聯盟事件等有预谋的政府行动造成二十万余人遇害。1980 年，作为更广泛的民衆运动的一部分，光州市民举行反五一七戒严、反独裁示威，但很快就遭到政府军镇压，参与者被枪杀、殴打或强奸，现该事件已正名为“光州民主化運動”。
作为威权统治大幅缩减的关键点，六月民运迫使韩国政府在1987年總統選舉前修宪。这也部分受到了1988年夏季奥林匹克运动会影响（该奥运会定于次年在汉城举行），韩国政府为降低该届奥运会被杯葛的可能性降低并提升韩国形象，不愿镇压该运动。 十年后（1997年） 的韩国总统大选标志着韩国历史上首次以和平方式实现权力移交。此前，权力移交多以军事政变完成，例如雙十二政變和随后的五一七戒严。
现时从技术上讲，韩国在法律上保护了政治权利、公民权利、社会权利，財產權利和人权，但实际上仍然存在重大限制（相当于对特定群体、个人和持不同政见者的彻底歧视）。被认定为存在高风险的群体包括女性、LGBT、济州岛民等少数族群、难民、移民、签订奴隶契约的偶像或实习生，以及公开左派者和亲北人士，韩国当局可以依据存在争议的《国家保安法》起诉他们（该法与早期韩国政府用于监禁、处决政治犯的法律相同）。

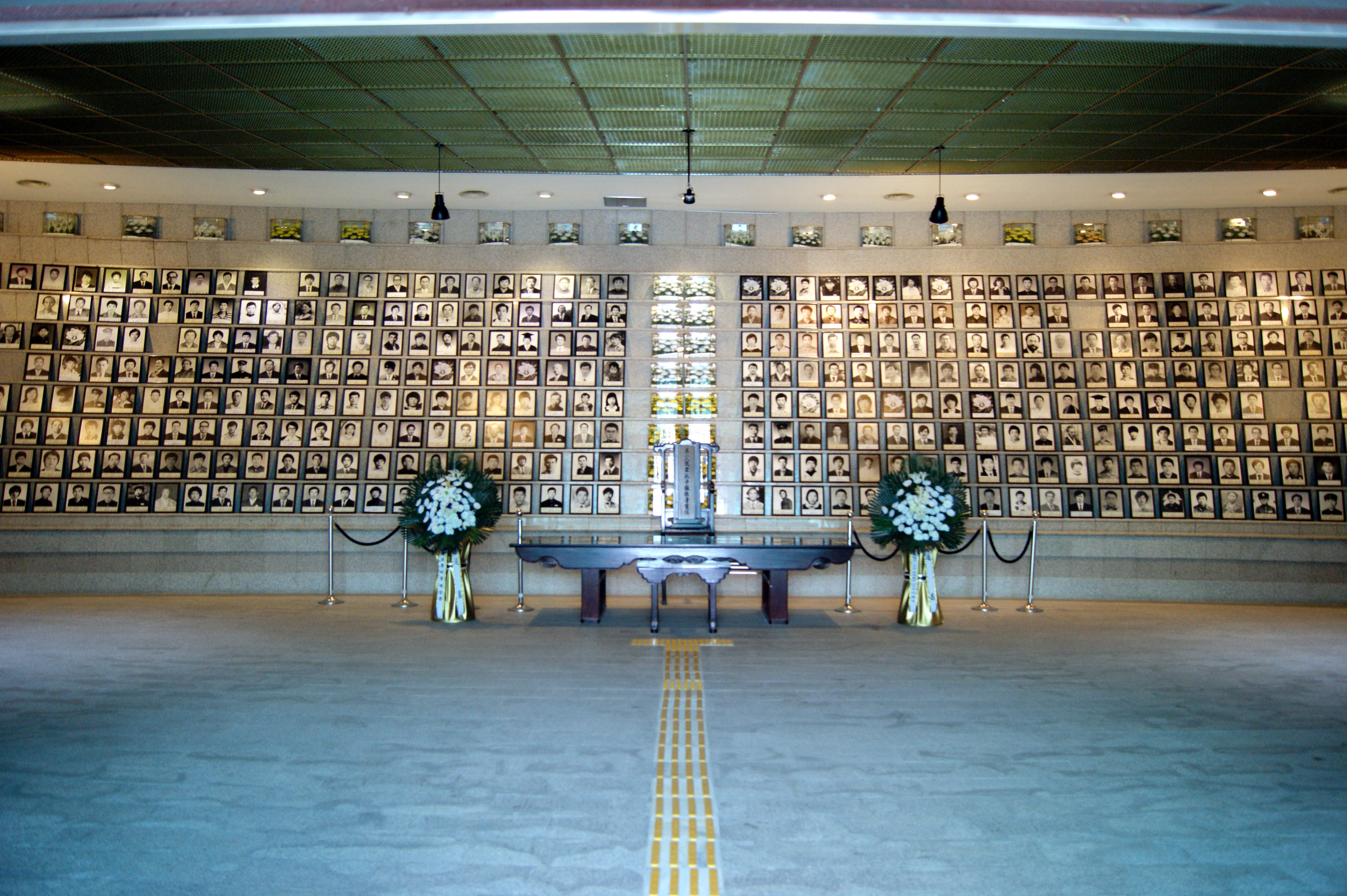
国立5·18民主墓地——光州事件受害者的墓园

## 历史

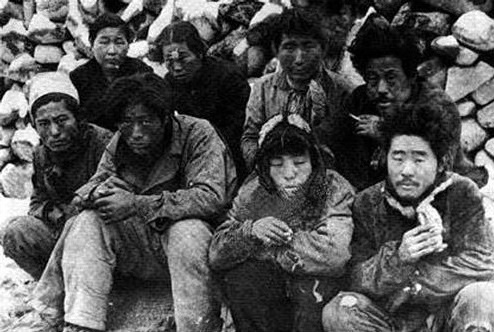
即将被处死的济州岛民

人权的出现可以追溯到朝鲜王朝（1392-1910）的启蒙运动改革家金玉均、徐載弼和朴泳孝。此前，传统政治理想以宋明理學为基础，主要关注政权及其统治的家长式责任。19世纪时，这些思想转化为性别平等和社会阶级平等。
这些思想在日治时期（1910-1945 年）传播开来，1919年通过在华流亡者巩固了公民和政治权利。在朝鲜半岛，权利思想的传播为组织和抗议策略提供了经验。在殖民统治下，许多朝鲜半岛人经历了双重标准和日本人的酷刑等虐待。因此，朝鲜民族主义者追求建立法律制度。
1945年恢复独立后，由于南北分裂和意识形态冲突等因素令人权落实受阻。此外，日治时期的法令依然有效。美国顾问干预防止当局在政治案件中进行暴力镇压以及资助司法改革的计划皆宣告失败。这些冲突在朴正熙时期继续存在。
为巩固朴正熙统治，国家情报院在1967年以“间谍”为由逮捕34人。
1980年光州事件被镇压后，国民对民主和人权的要求不减反增；1988年汉城奥运会前夕，各地民主运动不断发生，迫于压力，韩国政府于1992年举行自由选举，最终人权活动家金泳三当选。
在1981年的布林案中，读书俱乐部中的一些无辜成员被任意拘禁，被拘禁人在警方的刑讯逼供下被迫承认“阅读共产主义文学作品的事实”。
在民主活动家、诺贝尔和平奖获得者金大中和人权律师出身政治家卢武铉统治期间，韩国人权取得重大进步。金大中任内创建了韩国国家人权委员会。金大中在位时，涉人权领域的非政府组织得到运行资金并在公民社会中起重要作用。当卢武铉继任总统并推动透明度、扩大福利和社会支持等改革时，朝野皆寄予厚望。但由于卢氏政治经验不足，这些计划的执行进度被拖慢。
李明博、朴槿惠统治期间，二人都通过削减预算和对媒体的诽谤诉讼打压政治自由，并导致韩国人权部门解散。朴槿惠任职期间，一名联合国调查员被安排对朴槿惠总统抗议活动的表现和执行情况进行批判性评估。世界自由指数显示韩国得分为83/100，与20世纪相比有了显着进步。

## 公民权利

### 个人权利
满十九周岁的韩国公民即享有选举权。
《大韩民国宪法》第二章规定了公民所享有的权利（例如言论自由或新闻自由），故韩国迄今没有一个正式的审查制度。 《国家保安法》将“亲北”视为犯罪（尽管相关法令未能严格执行，但每年有一百余人因此被捕）。当局曾施压一间制作关于朝鲜耀德政治犯收容所的戏剧的制片公司以迫使其淡化批评，据称，制片人受到当局依据国家保安法起诉的警告。一些保守派团体抱怨道：警方严密监视他们的示威活动，并禁止部分成员参与集会。前统一部部长鄭東泳曾被指控试图分散记者对朝鲜人权活动者参与之会议的注意力。但部分知名人权团体举办的批评朝鲜的讲座和展览未受干涉。
然而，审查制度在媒体的执行情况引人注目。一般情况下，日语或包含日本元素的戏剧、歌曲被禁。尽管在1996年和1998年宪法法院的裁定废止了大多数限制，但强烈暴力，色情作品中的性交画面依旧，同时影片中出现的性器官必须打码。尽管技术上认为色情合法，但相关内容仍必须满足一些艺术作品最低限度（未明文规定）。 1997年举行的一届一个人权电影节被禁，其组织者因拒绝将电影送审被捕。政府封锁朝鲜网站，有时，一些境外博客托管业者的网站亦会被封锁。截至2006年1月21日，是否禁止匿名用户发言的提案仍然存在争议。
联合国言论自由问题特别报告员弗兰克·拉鲁称，李明博当局严重限制韩国言论自由。

### 少数族群和移民者人权
韩国和日本一样是世界上最单一的民族国家之一，外人不易融入他们。
东南亚劳工约有五成在该国从事非法职业，他们在任何地方都受到严重歧视。
这些情况促使一些个人创立一所以朝鲜语和英语教学，针对随父母移民的儿童的专门私立学校。当拥有韩裔和非裔美国人混血足球外接手赫因斯·沃德在第四十届超级碗中获得“最有價值選手”荣誉后，韩国社会就混血儿童待遇问题爆发激烈争论。
韩国宗教中基督信仰佔據很大舞臺，由於教義中對同性戀的看法，使得该国支持同性恋的人甚少（虽未被禁止，但不鼓励相关行为）。因此对同性恋人士的法律保护措施甚少，而且大多数同性恋者害怕向家人、朋友和同事出柜。依据规定，男同性恋者不得服兵役。2005年，有五名士兵因同性恋被给予退伍处分。

#### 脱北者
由于朝韩双方皆声称拥有朝鲜半岛及其周边岛屿的主权，故朝鲜人入境韩国时会自动获得韩国公民身份和签发韩国护照资格。但许多脫北者抱怨道：他们融入韩国社会很困难，同时经常面临社会排斥和一个宁愿他们对朝鲜人权保持沉默的政府。政府已采取重大措施以减少脱北者对韩国对北政策的影响。一个由脱北者经营的对北网络电台曾遭受一场攻击，次月即无法支付租金。事后，该电台指控韩国当局支持或暗中对此攻击行动提供资助。政府还阻止激进分子对朝广播，据报道，一场混战造成激进分子诺伯特·沃勒森受伤。

### 军队

#### 義務役（徵兵）
凡韩国成年男性公民一般都必须服義務役。据国际特赦组织称：截至2004年6月，有758名良心拒服兵役者（主要是耶和华见证人）被捕。在韩国现代史的大部分时间内，军队几乎不受公众监督，造成義務役士兵遭受数十年的虐待和不人道待遇。1993年起，公众对军队内部发生的侵人权侵害行为（例如霸凌）表示强烈谴责。 1997年韩国政府通过一项保护士兵人权及其他合法权利的法案规定“禁止对士兵实施身体、言语攻击或性虐待”。在一次事件中，一名陆军上尉因虐待受训人员被捕（另据称，该人强迫192名義務役士兵食粪）。由于该案侵犯人权，韩国国家人权委员会对此案展开调查。

### 刑法系统
法律严禁任意逮捕和拘留，当局通常遵循这些规定。但《国家保安法》赋予当局监禁实施政府认为“危害国安”行为的人。批评者认为其定罪界限模糊，一直呼吁修订或废除该法律。司法部坚持认为“法院已有严格释法先例，故没有任意适用的可能”。近年来，当局依据《国家保安法》调查案件和逮捕人士的数量大跌。
2008年，韩国以违反《国家保安法》为由逮捕16人，并由27人受审。在受审者中，四人被认定有罪；截至年底，其余二十三人仍然在等待判决。 8月，当局以分发与1980年5月光州事件相关内容违反《国家保安法》起诉一名中学教师。截至当年年底，审判结果尚未出炉，当事人亦未被拘留。在另一起案件中，一个非政府组织的四名成员于9月被拘留并被控“非法接触朝鲜特工并分发朝鲜新闻稿以美化朝鲜最高领导人金正日”。该非政府组织声称政府欺骗四人，并提出诽谤诉讼求偿。年底，四人被拘留候审，诽谤指控尚未得出结论。
2007年11月，一名大学教授被法院裁定违反《国家保安法》。此前他于2006年被判有期徒刑二年，但上诉请求遭驳回。
国际特赦组织的一份报告称：
|  | 首尔在5月至9月间举行的反李明博示威中，警方任意逮捕旁观人员至少三次。他们在不久后即获释。韩国警察厅表示，警方对示威活动的应对措施符合法律规范。司法部的一则报告称：截至年底，官方尚未证实本次示威存在任意逮捕的情况。 |

韩国政府侵犯人权的一个案例是郑文燮于1972年9月27日因“强奸儿童”被任意拘禁。韩国大法院于2011年10月27日以“证据不可靠和当时警察的违规程序”推翻原判决。

## 人口贩运
虽然法律禁止一切形式的人口贩运；然而，有报告称有人被贩卖到、离开、通过和在该国境内。来自俄联邦、前苏联加盟共和国、蒙古国、菲律宾和其他东南亚国家的妇女被贩卖到该韩国实施性剥削或沦为家奴。他们被雇主亲自招募或受广告诱惑，然后持艺人或旅游签证（通常）飞往韩国。一旦受害者抵达该国，雇主可能会没收他们的护照。此外，一些被招募与韩国男子进行合法婚姻和中介婚姻的外国女性在结婚后最终陷入性剥削、抵债或沦为奴隶。被卖到美国的朝鲜族妇女（贩运者有时通过加拿大、墨西哥，澳大利亚、日本等国将他们转移到美国）大多遭受性剥削。尽管MOL就业许可证制度使被贩运到该国的劳工数量下跌，但据信移民韩国的人中的少数“为寻求机会而来”的移民成为主要受害者来源。有报道称，人口贩运者利用韩国护照进行人口贩卖。目前没有可靠来源证明政府官员参与人口贩运行为。
法律禁止以商业目实施性剥削或抵债为目的的人口贩运，并规定违反者可处以十年以下有期徒刑。以强迫劳动为目的的贩运同理，但仅可判处五年以下有期徒刑。 2月修订的《护照法》允许限制签发或没收在韩国境外从事非法活动（包括性交易）的人员的护照。但一些非政府组织认为反性交易法律执行不力。当年当局进行220宗人口贩运调查并对31起案件提起公诉（皆为性交易），然而上述案件及调查没有任何一宗与劳动力贩卖罪行的起诉或定罪有关。
6月生效的《婚姻中介管理法》制定了对国内和国际婚姻中介的监管措施，并对失信中介制定处罚措施（包括三年以下有期徒刑或罚金）。该国也有保护“外籍妻子”和惩戒存在欺诈行为之婚姻中介的法律，但非政府组织认为上述规定需要修订以增加保护程度。
韩国警察厅和司法部主要负责《反人口贩运法》的执行工作。政府与国际社会合作进行人口贩运调查。
政府负责对一间庇护所和项目网的维护工作以为虐待受害者和贩运受害者提供援助。受害者亦可申请医疗、法律、职业和社会援助。获得政府资助的非政府组织提供了许多此类服务。非政府组织报告说，该国只有一个咨询中心和两个专门为性交易的外国受害者提供服务的庇护所。司法部继续教育男性嫖客纠正对卖淫的歪曲观点。在这一年中，有 17,956 人参加了该计划。

## 延伸阅读
- Sung, Suh. Unbroken Spirits: 19 Years in South Korea's Gulag, Rowman & Littlefield Publishers，2011年8月28日, ISBN 0-7425-0122-1.